# Fissura orbitalis
Die Fissura orbitalis ist eine Öffnung im Keilbein der Säugetiere. Bei Wiederkäuern und Schweinen ist sie mit dem Foramen rotundum zum Foramen orbitorotundum verschmolzen. Beim Menschen unterscheidet man eine Fissura orbitalis inferior und eine Fissura orbitalis superior.